# Jet Propulsion Laboratory

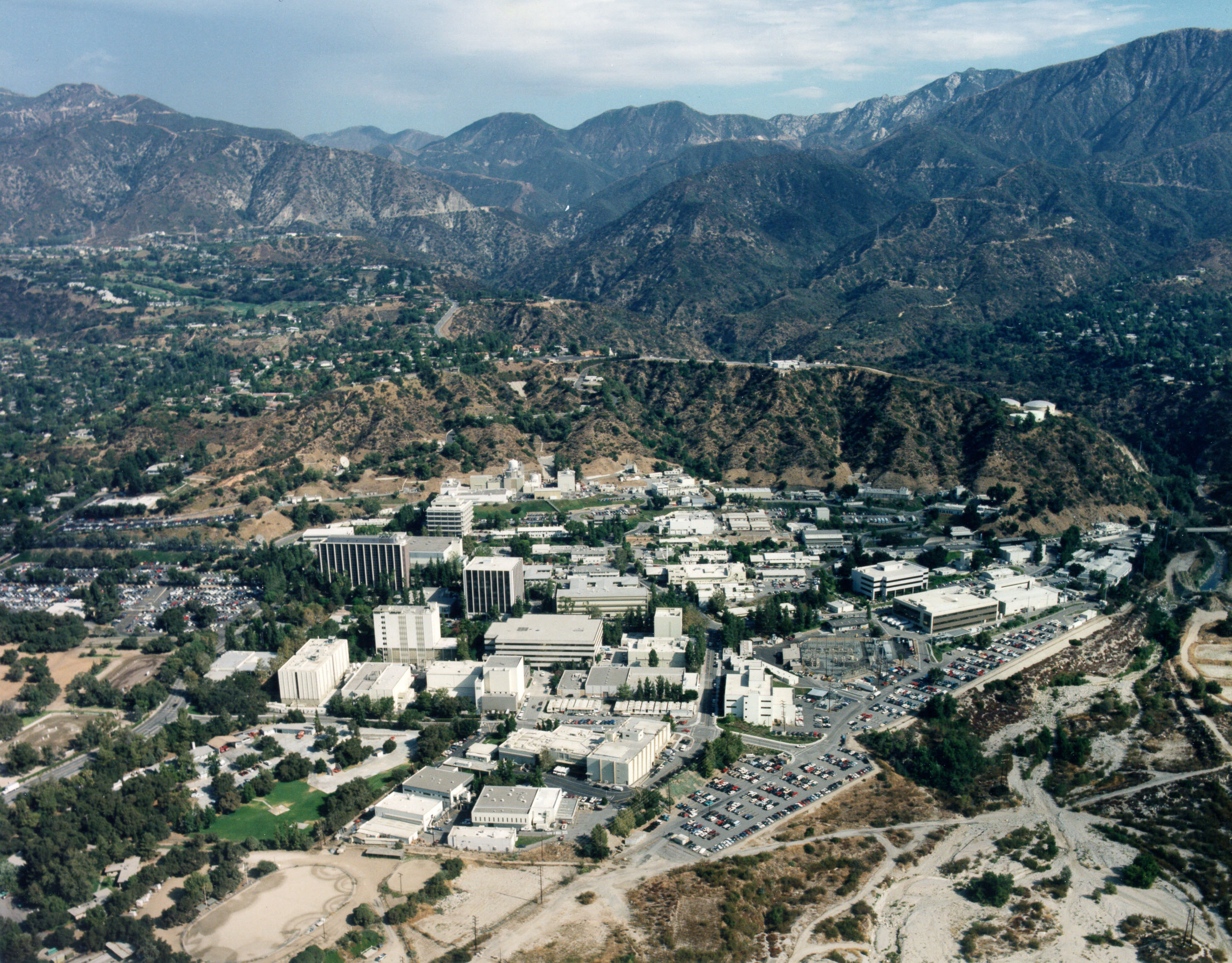
Het JPL complex in Pasadena, Ca.

Het Jet Propulsion Laboratory ook bekend als JPL (Nederlands: Straalvoortstuwingslaboratorium) nabij Pasadena (Californië) is een complex van NASA en wordt gerund door Caltech (California Institute of Technology). Men bouwt en volgt er onder meer onbemande ruimtevaartuigen voor de NASA.

## Geschiedenis
De ontstaansgeschiedenis van het JPL gaat terug naar de jaren 1930 toen professor Theodore von Kármán van het Caltech baanbrekend onderzoek verrichtte naar raketaandrijving. Hij stond op dat ogenblik aan het hoofd van het Guggenheim Aeronautical Laboratory. De eerste poging om een raket te lanceren vond plaats op 31 oktober 1936. Hierna kon von Kármán de Amerikaanse luchtmacht overtuigen om onderzoek te mogen verrichten naar het lanceren van zwaar beladen vliegtuigen vanaf korte startbanen.
Von Kármán werd gevraagd om de werking van de nieuwe V-2 raketten van het Duitse leger te achterhalen. Zijn team stelde voor deze raketten na te bouwen en ten slotte nog betere prototypes te vervaardigen. In dit voorstel gebruikten ze voor het eerst de term 'Jet Propulsion Laboratory'.
Het ruimtetijdperk ging voor de Amerikanen op 31 januari 1958 met de lancering van Explorer 1 van start. Deze satelliet was door het JPL gebouwd. Sindsdien heeft het JPL onbemande missies verzorgd naar elke planeet van het zonnestelsel. Bovendien is er belangrijk werk verricht om de aarde beter in kaart te brengen. Het JPL beheert ook het wereldwijde Deep Space Network, gevestigd in de Mojavewoestijn van Californië, nabij Madrid (Spanje) en in de buurt van Canberra (Australië).
Het complex in Pasadena van het JPL is ongeveer 72 hectare groot. Het grootste deel hiervan ligt op het grondgebied van La Canada Flintridge, maar de hoofdingang en enkele gebouwen bevinden zich in Pasadena. Het adres is dan ook: 4800 Oak Grove Drive, Pasadena, CA 91109.
In 2003 telde het JPL ongeveer 5500 werknemers en onderaannemers, met een budget van 1,4 miljard dollar.

## Missies
Hieronder volgt een chronologische lijst van missies die door het JPL werden gesponsord.
- Explorers (1958 - 1959)
- Rangers (1961 - 1965, naar de maan)
- Mariners (1962 - 1973, naar Mercurius, Venus en Mars)
- Surveyors (1966, naar de maan)
- Pioneer 3 & 4 (1958 - 1959)
- Viking 1 & 2 (1975, naar Mars)
- Voyager 1 & 2 (1977, naar Jupiter, Saturnus, Uranus en Neptunus)
- Seasat (1978, studie van de oceanen van de aarde)
- Magellan (1989, naar Venus)
- Galileo (1989, naar Jupiter)
- Ulysses (1990, naar de zon)
- Mars Observer (1992, naar Mars maar mislukt)
- Topex/Poseidon (augustus 1992, studie van de oceanen van de aarde)
- Mars Global Surveyor (1996, naar Mars)
- Mars Pathfinder (1996, naar Mars)
- Cassini-Huygens (1997 - 2017, naar Saturnus via Jupiter)
- Mars Climate Observer (1998, naar Mars maar mislukt)
- Mars Polar Lander (1998, naar Mars maar mislukt)
- Deep Space 1 (1998, test van nieuwe technologieën en naar komeet Borrelly, onderdeel van het New Millennium programma)
- Deep Space 2 (1999, naar Mars maar mislukt, onderdeel van het New Millennium programma)
- Stardust (1999, naar de komeet Wild-2, onderdeel van het Discovery programma)
- Mars Odyssey (2001, naar Mars)
- Genesis (2001, studie van de zonnewind, onderdeel van het Discovery programma)
- Mars Exploration Rovers (2003, naar Mars)
- Spitzer Space Telescope (2003, ruimtetelescoop in het infrarode golflengtegebied)
- Deep Impact (2005, naar de komeet Tempel 1, onderdeel van het Discovery programma)
- Mars Reconnaissance Orbiter (augustus 2005)
- Dawn (2006, naar Vesta en Ceres, onderdeel van het Discovery programma)
- Phoenix Mars Scout (2007, naar Mars)
- Mars Science Laboratory (2009, naar Mars)
- Mars 2020-Rover (2020, naar Mars)

Geplande missies
- Missie om een staal terug te brengen van Mars (2013)

Geannuleerde missies
- Mars Telecommunications Orbiter (2009)

## Lijst van de directeuren van het JPL
- Theodore von Kármán, 1938 - 1944
- Frank Malina, 1944 - 1946
- Louis Dunn, 1946- 1 oktober 1958
- William Hayward Pickering, 1 oktober 1958 - 31 maart 1976 (niet te verwarren met William Henry Pickering)
- Bruce C. Murray, 1 april 1976 - 30 juni 1982
- Lew Allen, Jr., 22 juli 1982 - 31 december 1990
- Edward C. Stone, 1 januari 1991 - 30 april 2001
- Charles Elachi, 1 mei 2001 - 30 juni 2016
- Michael M. Watkins, 1 juli 2016 -  20 augustus 2021

- Larry D. James (interim), 21 augustus, 2021 – 15 mei 2022

- Laurie Leshin 16 mei 2022 – heden